# Alexander Alexandrowitsch Dragunow
Alexander Alexandrowitsch Dragunow (russisch Александр Александрович Драгунов, chin. Lóng Guǒfū 龍果夫; geb. am 21. Februar 1900 in Sankt Petersburg, gest. 21. Februar 1955 in Leningrad) war ein sowjetischer Sinologe und Sprachwissenschaftler.

## Biografie
Dragunow stammte aus einer Beamtenfamilie in Sankt Petersburg.
1925 schloss er ein Studium des Chinesischen und der Sprachwissenschaft bei Lew W. Stscherba an der Staatlichen Universität Leningrad ab. Im Weiteren beschäftigte er sich vor allem mit allgemeiner Sprachwissenschaft, mit einem Schwerpunkt auf Chinesisch und Tibetisch.
1928 wurde Dragunow Mitarbeiter des Institutes für Asienwissenschaften der sowjetischen Akademie der Wissenschaften, zunächst in Leningrad und nach der Übersiedlung des Institutes 1951 in Moskau – ein Posten, den er für den Rest seines Lebens bekleiden sollte. Von 1928 bis 1942 unterrichtete er an der Staatlichen Universität Leningrad und an anderen Bildungseinrichtungen in Leningrad und in Wladiwostok.
1937 schloss Dragunow sein Doktorat ab.
Seine ersten Veröffentlichungen waren wichtige Beiträge zur historischen Sprachwissenschaft des Chinesischen, Tangutischen und Tibetischen. Er analysierte als erster systematisch zwei „importierte“ Schriften für das Chinesische: die ’Phags-pa-Schrift und chinesischsprachige Texte in arabisch-persischer Schrift aus dem 14. Jahrhundert, die Rückschlüsse auf die Phonologie des Chinesischen im 13. und 14. Jahrhundert ermöglichen.
Im Zusammenhang mit den Alphabetisierungskampagnen unter den chinesischen Immigranten im Fernen Osten der Sowjetunion veröffentlichte Dragunow Studien zur chinesischen Grammatik. Sein Grundkurs der chinesischen Grammatik (verfasst gemeinsam mit Zhōu Sōngyuán 周松源) erschien zunächst 1934 in der Sowjetunion in Latinxua Sin Wenz, später in chinesischen Schriftzeichen in mehreren Auflagen in China. Dabei entwickelte er u. a. ein System der Wortarten im Chinesischen, dass er in weiteren Werken ausbaute und präzisierte.
Dragunow war der Begründer der chinesischen Dialektologie als Teil linguistischer Studien in der Sowjetunion und veröffentlichte detaillierte Studien über die Phonologie mehrerer chinesischer Dialekte. Auf diese Arbeiten geht die Klassifizierung der Xiang-Dialekte (v. a. in Hunan) als eigene Dialektgruppe zurück.
Gemeinsam mit seiner Frau Jekaterina Nikolajewna (geb. Bekker, 1901–1964) veröffentlichte er die ersten Beschreibungen des Dunganischen, einer Sprache der Hui (chinesischer Muslime), die in der zweiten Hälfte des 19. Jahrhunderts in das Russische Reich emigriert waren. Dungan war in der Sowjetunion 1924 offiziell als Minderheitensprache anerkannt worden. Er beschrieb den Gansu-Dialekt, der als Grundlage der Dungan-Schriftsprache diente.
Dragunow beteiligte sich aktiv an der Entwicklung von Alphabeten für das Chinesische und für Dungan. In den 1930er Jahren war er einer der Schöpfer der neuen Lateinschrift Latinxua Sin Wenz, die zunächst für Chinesen in der Sowjetunion entwickelt wurde, bis 1955 aber auch versuchsweise in mehreren Gebieten Chinas eingesetzt wurde, und aus der das später offizielle System Hànyǔ Pīnyīn hervorging. 1932 war er in Leningrad einer der Schöpfer der Lateinschrift für das Dunganische; ab 1952 war er Vorsitzender des Komitees in Moskau, das das kyrillische Alphabet für das Dunganische entwickelte. Dieses kyrillische Alphabet wurde 1954 in Frunse offiziell angenommen und wird bis heute verwendet.

## Werke
- “Contribution to the Reconstruction of Ancient Chinese”, T’oung Pao 26, 1928, 1–16.
- “Binoms of the Type ni Tsu in the Tangut-Chinese Dictionary”, Doklady Akademii nauk SSSR, Reihe B, 1929, 145–148.
- “The hP’ags-pa Script and Ancient Mandarin”, Izvestija Akademii nauk 7, 1930, 9, 627–648, 10, 775–798.
- “A Persian Transcription of Ancient Mandarin”, Bulletin de l’Académie des Sciences de l’URSS (Classe des Humanités) 11, 1931, 359–375.
- “Dunganskij alfavit” [Das Dungan-Alphabet], Revoljucija i pis’mennost’ 1–2, 1932, 33–37.
- “K latinizacii dialektov central’nogo Kitaja. Dialekty Sjantan’ i Sjiansjian” [Zur Latinisierung der Dialekte Zentralchinas. Dialekte von Xiāngtán und von Xiāngxiāng], Izvestija Akademii nauk SSSR (Otdelenie obščestvennyx nauk) 7/3, 1932, 240–269.
- (mit Zhōu Sōngyuán) Wenfa chubu giaokoshu [Grammatik-Lehrbuch für Anfänger], Moskau: Dal’krajizdat, 1934.
- “Voiced Plosives and Affricates in Ancient Tibetan”, Bulletin of the Institute of History and Philology, Academia Sinica 7/7, 1936, 165–174.
- (mit Ekaterina N. Dragunova) “Über die dunganische Sprache”, Archiv Orientální 8, 1936, 34–48.
- (mit Ekaterina N. Dragunova) “Časti reči v kitajskom jazyke” [Wortarten in der chinesischen Sprache], Sovetskoe jazykoznanie 3, 1937, 117–128.
- (mit Ekaterina N. Dragunova) “Dunganskij jazyk [Die Dungan-Sprache]”, Zapiski Instituta vostokovedenija (Akademija nauk SSSR) 6, 1937, 117–131.
- “Osobennosti fonologičeskoj sistemy drevnetibetskogo jazyka” [Besonderheiten des phonologischen Systems des Alttibetischen], Zapiski Instituta vostokovedenija AN SSSR 7, 1939, 284–295. Aleksandrovič
- Issledovanija v oblasti dunganskoj grammatiki. Kategorija vida i vremeni v dunganskom jazyke (dialekt Gan’su) [Studien auf dem Gebiet der dunganischen Grammatik. Aspekt- und Tempuskategorien in der dunganischen Sprache (Gansu-Dialekt)], Trudy Instituta vostokovedenija AN SSSR 27, 1940.
- “Kategorija zavisimoj i nezavisimoj predmetnosti v kitajskom jazyke (suffiksy èr i czy)” [Die Kategorien des abhängigen und des unabhängigen Subjekts in der chinesischen Sprache (die Suffixe er und zi)], Sovetskoe vostokovedenie 4, 1949, 102–119.
- Issledovanija po grammatike sovremennogo kitajskogo jazyka. 1. Časti reči [Studien über die Grammatik der modernen chinesischen Sprache. 1. Wortarten], Moskau/Leningrad: Izdatel’stvo Akademii nauk SSSR, 1952.
  - Übersetzung ins Deutsche: Untersuchungen zur Grammatik der modernen chinesischen Sprache, Berlin: Akademie, 1960.
- (mit Ekaterina N. Dragunova) “Struktura sloga v kitajskom nacional’nom jazyke” [Die Silbenstruktur der chinesischen Nationalsprache], Sovetskoe vostokovedenie 1, 1955, 57–74.
- Grammatičeskaja sistema sovremennogo kitajskogo razgovornogo jazyka [Das grammatische System der modernen chinesischen Umgangssprache], Leningrad: Izdatel’stvo Leningradskogo universiteta, 1962.
- “Fonologičeskaja sistema sovremennogo kitajskogo jazyka” [Das phonologische System der modernen chinesischen Sprache], in: Sergej Evgen’evič Jaxontov u. a. (Hg.), Razyskanija po obščemu i kitajskomu jazykoznaniju [Studien in allgemeiner und in chinesischer Sprachwissenschaft], Moskau: Nauka, 1980, 4–9.